# Rezerwat przyrody Dębina (województwo mazowieckie)
Rezerwat przyrody Dębina – leśny rezerwat przyrody położony w gminie Klembów (powiat wołomiński, województwo mazowieckie). Został utworzony w 1952 roku i zajmuje powierzchnię 51,21 ha. Jest to najstarszy rezerwat na terenie województwa mazowieckiego.
Rezerwat znajduje się na północny wschód od Warszawy, między Ostrówkiem a Jasienicą. Leży w środkowo-wschodniej części Niziny Mazowieckiej, wchodzącej w skład tzw. Niżu Polskiego.
Rezerwat jest naturalnym zespołem leśnym dębowo-grabowym z udziałem wiązu, lipy i jesionu. Został utworzony przede wszystkim w celu ochrony 200-letniego dębu szypułkowego tworzącego górne piętro rezerwatu. Ponadto teren ten posiada właściwości geologiczne dzięki licznym głazom narzutowym. Rezerwat jest także ostoją dla licznej zwierzyny.
Przez teren rezerwatu prowadzi ścieżka edukacyjna.